# Trinamool Congress
El Trinamool Congress és un partit polític de l'Índia, que actua a l'estat de Bengala (Bengala Occidental).
El 1977 va accedir al poder a l'estat el Partit Comunista de l'Índia (Marxista), que formà un govern dirigit per Basu que va romandre cinc legislatures seguides al poder; a finals del segle XX es va poder mantenir al poder per la formació d'un front d'esquerres (203 de 290 escons, dels quals només 150 són diputats del Partit Comunista de l'Índia Marxista). Llavors els contraris a la col·laboració amb els comunistes dins el Partit del Congrés es van escindir i van formar el partit anomenat Trinamool Congress (1997) sota la direcció de Mamata Banerjee, que va participar en les eleccions amb un programa regionalista que va tenir un cert èxit.